# Maria-Magdalena-Kirche (Neuenkirchen)

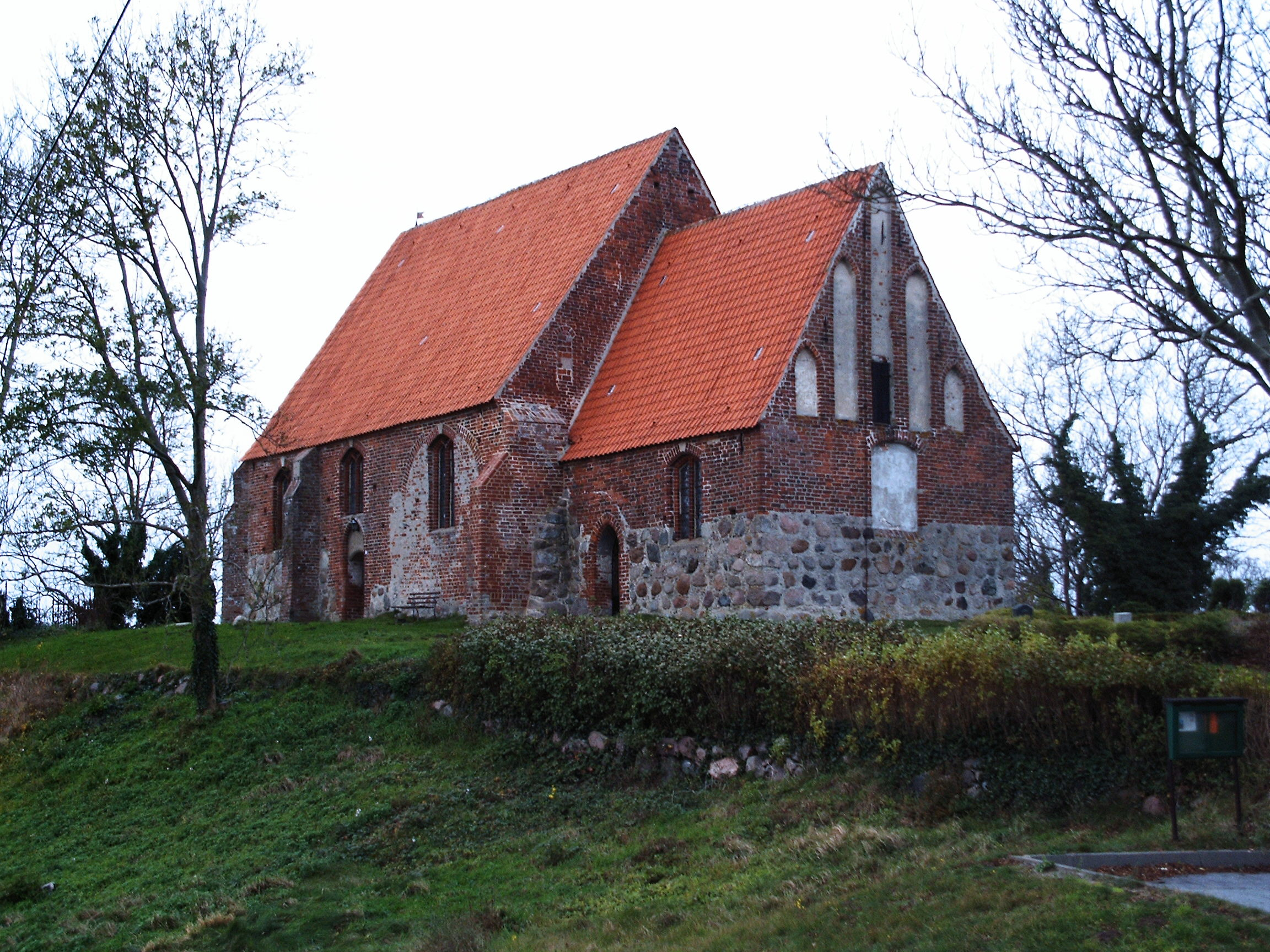
Maria-Magdalena-Kirche zu Neuenkirchen

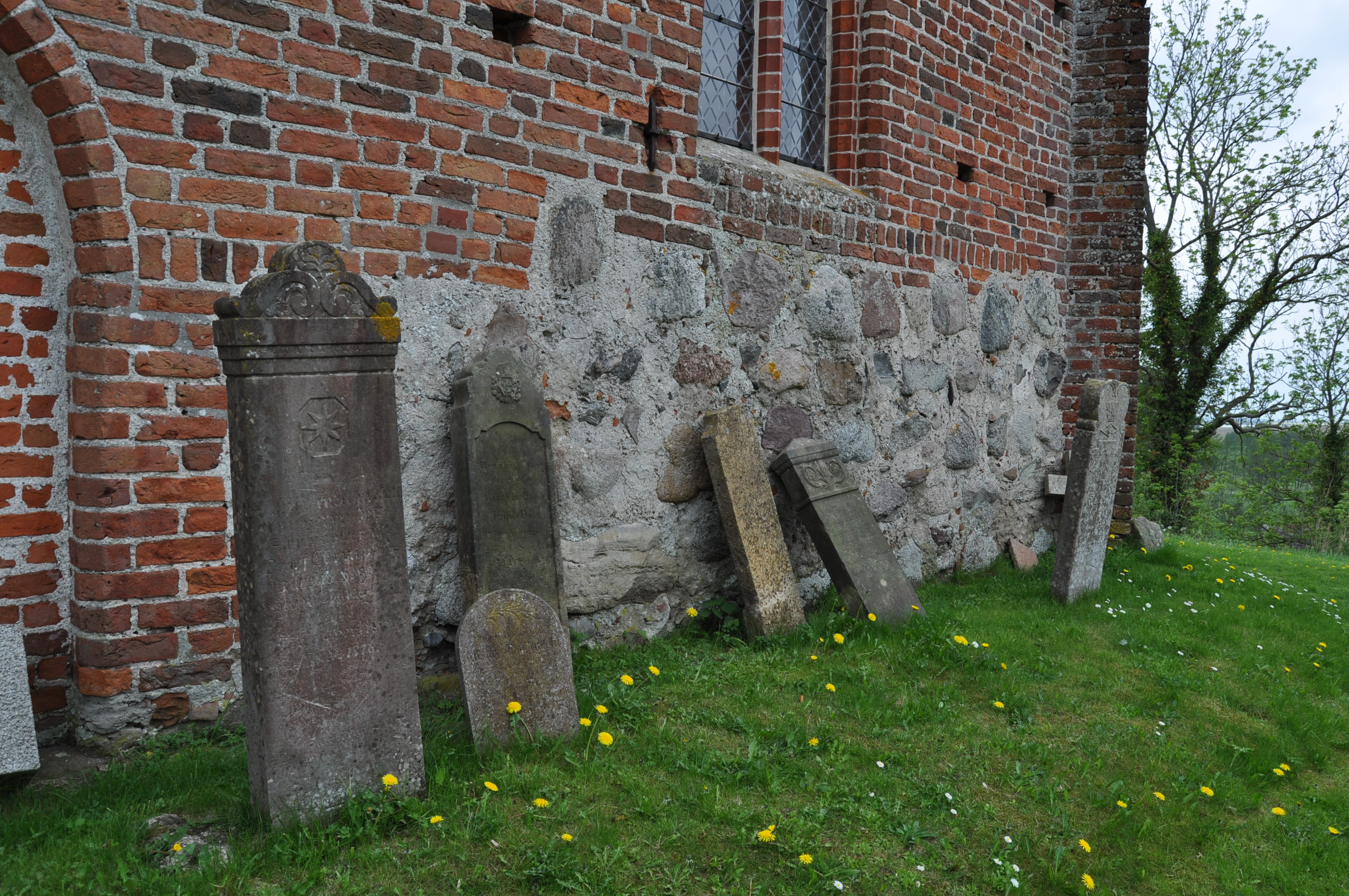
Grabwangen an der Ostseite der Kirche in Neuenkirchen

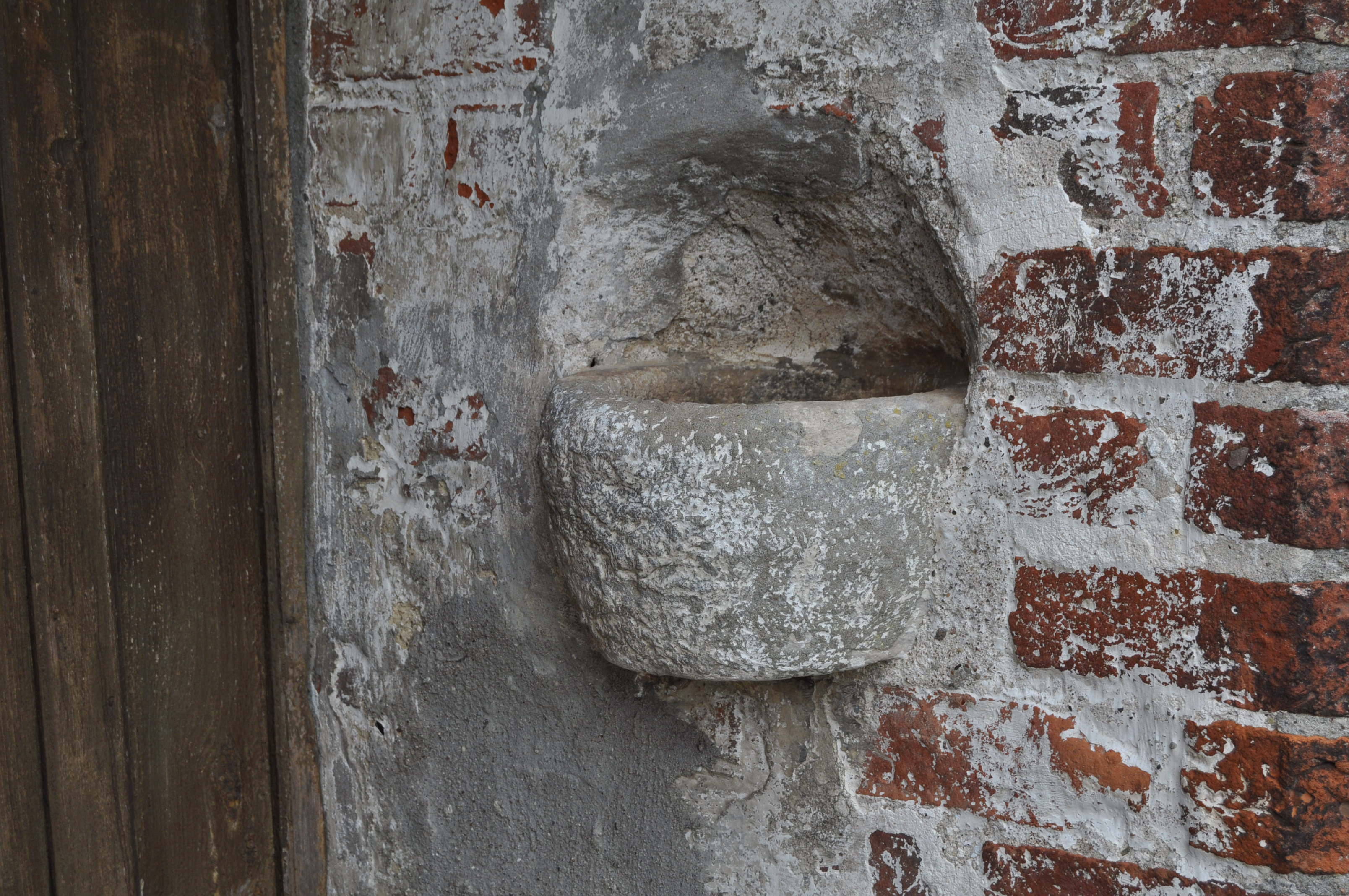
Weihwasserbecken aus vor-reformatorischer Zeit – Kirche Neuenkirchen

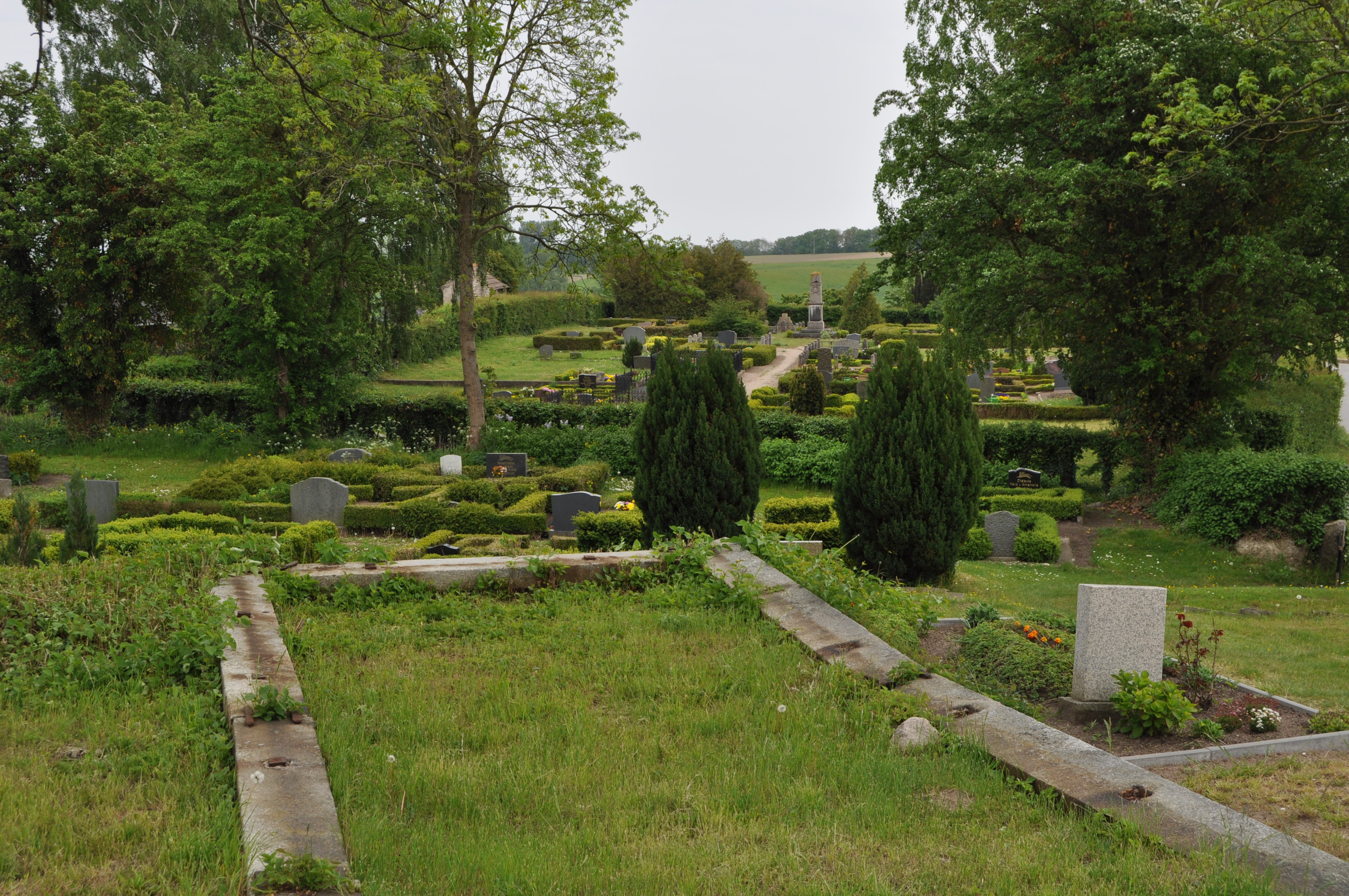
Kirchhof mit Denkmal Erster Weltkrieg Neuenkirchen

Die Kirche St. Maria Magdalena zu Neuenkirchen ist die evangelische Pfarrkirche der Kirchgemeinde Neuenkirchen auf der Halbinsel Lebbin im Westteil Rügens.

## Geschichte
Die gotische Backsteinkirche entstand in der jetzigen Form zwischen 1380 und 1450. Es gab vermutlich einen älteren Vorgängerbau. Von diesem stammt wahrscheinlich der zirka zwei Meter hohe Sockel aus ungewöhnlich großen Findlingen und Feldsteinen. Der darüber befindliche Bau ist aus Backsteinen. Bereits aus 1636 stammt ein Kastengestühl, einer Stiftung des Landvogts Eccehard von Usedom. Der ehemalige Glockenturm stürzte um 1650 bei einem Sturm ein, wurde nicht wiederaufgebaut und durch das Glockenhaus an der Westseite der Kirche ersetzt.
Die darin befindliche Glocke stammte ursprünglich aus dem Jahr 1367 und war damit die älteste auf der Insel Rügen. Im Jahr 1901 wurde sie umgegossen und die Originalinschriften übernommen. Weiterhin sehenswert sind das in einen Feldstein getriebene mittelalterliche Weihwasserbecken am Südportal, dem jetzigen Haupteingang der Kirche, und die Renaissancekanzel aus dem Jahr 1567. Diese stammt ursprünglich aus der Bergener Marienkirche und wurde durch den Bergener Bürgermeister Cracaeus im Jahre 1775 für die Neuenkirchener Kirche gestiftet. Der Altar stammt aus dem Jahr 1787.

## Orgel
Die Orgel wurde 1891 von dem Orgelbauer Guido Knauf (Gotha) erbaut und in der Folgezeit mehrfach umgestaltet. Das Schleifladen-Instrument hat heute zwölf Register auf zwei Manualen und Pedal. Die Spiel- und Registertrakturen sind mechanisch.
| I Hauptwerk C–f3 |            |       |
| 1.               | Prinzipal  | 8′    |
| 2.               | Querflöte  | 8′    |
| 3.               | Oktave     | 4′    |
| 4.               | Rohrflöte  | 4′    |
| 5.               | Oktave     | 2′    |
| 6.               | Mixtur III | 1 ⁄3′ |

| II Nebenwerk C–f3 |              |       |
| 7.                | Gedackt      | 8′    |
| 8.                | Flauto dolce | 4′    |
| 9.                | Quinte       | 2 ⁄3′ |
| 10.               | Blockflöte   | 2′    |

| Pedal C–d1 |        |     |
| 11.        | Subbaß | 16′ |
| 12.        | Violon | 8′  |

- Koppeln: II/I, I/P

## Gemeinde
Die evangelische Kirchgemeinde gehört seit 2012 zur Propstei Stralsund im Pommerschen Evangelischen Kirchenkreis der Evangelisch-Lutherischen Kirche in Norddeutschland. Vorher gehörte sie zum Kirchenkreis Stralsund der Pommerschen Evangelischen Kirche.